# Boris Romanov
Boris Nikolayevich Romanov (1937 — 10 de fevereiro de 2014) foi um ciclista soviético que competiu pela sua nação na prova de velocidade nos Jogos Olímpicos de Verão de 1956, terminando em quinto lugar.